# حس

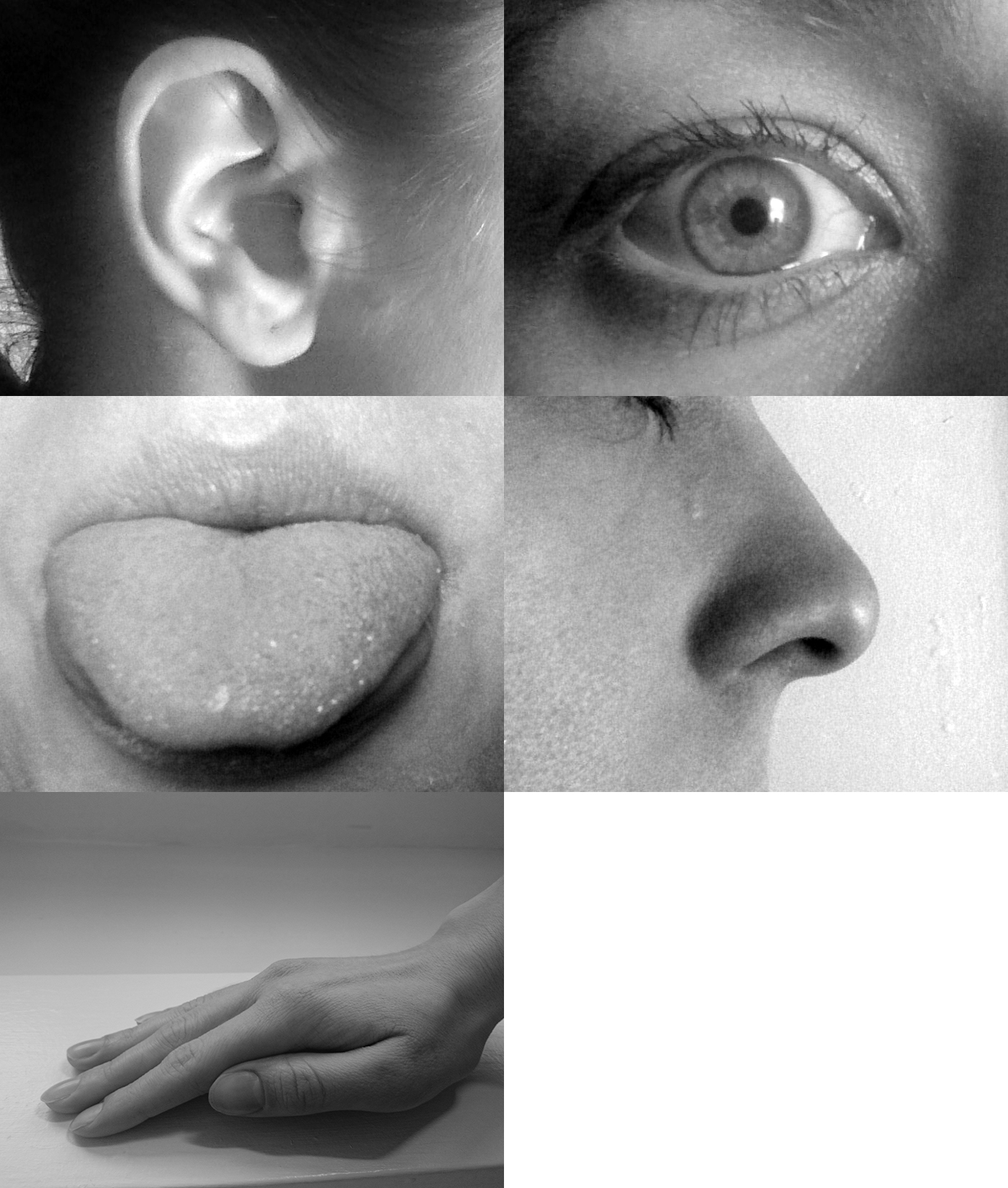
حواس پنجگانه‌ی ارسطویی و دستگاه‌های دریافت آنها

حس (به انگلیسی: Sense)، گنجایش فیزیولوژیک یک موجود زنده برای ادراک است. مطالعه احساس در زمینه‌های گوناگون علمی، چون عصب‌شناسی، روان‌شناسی شناختی، علوم شناختی یا فلسفه ادراک می‌گنجد، اما جنبه زیستی آن در دستگاه حسی تعریف می‌شود. حواس برای بقای انسان ضروری‌اند و ما را قادر می‌کنند تا به وجود محرک‌ها پی ببریم و با تنظیم پیاپی شرایط بدن در پاسخ به تغییر محیطی نظم و هماهنگی بدن حفظ شود.
بر اساس تعریف سنتی که ریشهٔ آن به ارسطو برمی‌گردد، پنج حس در انسان هست: بینایی، شنوایی، بویایی، چشایی، و بساوایی که به این پنج حس «حواس پنج‌گانه» گویند. اما بر اساس تعاریف نوین، در انسان حواس دیگری هم وجود دارد، مانند حس عمقی، حس حفظ تعادل، حس درد، ادراک زمان، ادراک دما، و حس ضعیف جهت یابی (هر چند این حس در جانورانی مثل پرندگان یا حشرات قوی‌تر از انسان است و بر اساس درک میدان مغناطیسی عمل می‌کند. حس بویایی نیز نمونهٔ دیگری از حواسی است که در انسان ضعیف‌تر از بسیاری دیگر از جانوران دریافت می‌شود). به علاوه، برخی درک محرک‌های داخلی، مثل گرسنگی یا تشنگی، تغییر سطح دی‌اکسیدکربنِ خون در مغز، و یا درک تحریک حسگرهای شیمیایی را گونه‌های دیگری از حواس تعریف می‌کنند.

## تعریف
تعریف مورد قبول عموم برای حس عبارت است از «سیستمی متشکل از گروهی از سلولهای حسگر که به وقایع پاسخ می دهند و به قسمتهای خاصی از مغز که علائم (سیگنال‌ها) را دریافت و تعبیر می کنند مربوطند». این در حالی است که به دلیل وجود تعاریف و معیارهای متفاوت، توافق واحدی برای تعداد حواس وجود ندارد.

## طبقه‌بندی حواس
حواس به‌طور کلی به دو گروه حواس بیرونی و حواس درونی تقسیم می‌شوند. ادراک بیرونی عبارتند از درک موقعیت فیزیکی، حرکتی، و حالت بدن. حواس بینایی، شنوایی، چشایی، بویایی، لامسه، درک تعادل، و درک دما از این گروه حواس هستند. حواس درونی عبارتند از حواسی که از تحریک اعضای داخلی بدن ناشی می‌شوند، مثل حس گرسنگی برای تأمین انرژی بدن، تحریک حسگرهای کشش ریوی برای کنترل فعالیت شش‌ها و تنفس، و کشش عضلانی مثل کشش عضلات روده برای دفع گاز که می‌تواند به درد روده منجر شود.
به علاوه، گروه دیگری از حواس وجود دارند که توسط اعضای حسگر بدن درک نمی‌شوند. ادراک زمان یک نمونه از این حواس است. حس عمل/عکس العمل یا درک بالقوه (در روان‌شناسی یعنی شروع، اجرا، و کنترل ارادی اعمال) نمونهٔ دیگری از این حواس است که مثلاً در بیماران مبتلا به اسکیزوفرنی آسیب دیده است. حس آشنایی نیز یک نمونهٔ دیگر از این حواس است. طبق تعریفی حافظه ی تشخیصی از دو بخش اصلی حس آشنایی و یادآوری تشکیل می‌شود. گاهی یک حس آشنایی قوی بدون بازیابی (حافظه) یادآوری اتفاق می افتد، مثلاً در هنگام آشناپنداری یا دژا-وو.